# Lista över världens största öar
Vilken som är världens största ö beror på definitionen.

## Största kontinenter
De största landmassorna på jorden räknas som kontinenter.
| Plats | Kontinent       | Yta (km2)  | Land/länder                         |
| ----- | --------------- | ---------- | ----------------------------------- |
| 1     | Afrika-Eurasien | 84 400 000 | Flera                               |
| 2     | Amerika         | 42 300 000 | Flera                               |
| 3     | Antarktis       | 13 000 000 | Inget (se landanspråk på Antarktis) |
| 4     | Australien      | 7 600 000  | Australien                          |

## Största öar
| Plats | Namn                              | Yta (km2) | Land/länder                                           |
| ----- | --------------------------------- | --------- | ----------------------------------------------------- |
| 1     | Grönland                          | 2 130 800 | Grönland, självstyrande område i Danmark              |
| 2     | Nya Guinea                        | 785 753   | Indonesien (Papua och Västpapua) och Papua Nya Guinea |
| 3     | Borneo                            | 748 168   | Brunei, Indonesien och Malaysia                       |
| 4     | Madagaskar                        | 587 713   | Madagaskar                                            |
| 5     | Baffinön                          | 507 451   | Kanada (Nunavut)                                      |
| 6     | Sumatra                           | 425 000   | Indonesien                                            |
| 7     | Honshu                            | 225 800   | Japan (Chūbu, Chūgoku, Kansai, Kantō och Tōhoku)      |
| 8     | Victoriaön                        | 217 291   | Kanada (Nordvästterritorierna och Nunavut)            |
| 9     | Storbritannien                    | 209 331   | Storbritannien (England, Skottland och Wales)         |
| 10    | Ellesmereön                       | 196 236   | Kanada (Nunavut)                                      |
| 11    | Sulawesi                          | 180 681   | Indonesien                                            |
| 12    | Sydön                             | 145 836   | Nya Zeeland                                           |
| 13    | Java                              | 138 794   | Indonesien                                            |
| 14    | Nordön                            | 111 583   | Nya Zeeland                                           |
| 15    | Luzon                             | 109 965   | Filippinerna                                          |
| 16    | Newfoundland                      | 108 860   | Kanada (Newfoundland och Labrador)                    |
| 17    | Kuba                              | 105 806   | Kuba                                                  |
| 18    | Island                            | 101 826   | Island                                                |
| 19    | Mindanao                          | 97 530    | Filippinerna                                          |
| 20    | Irland                            | 84 421    | Irland och Storbritannien                             |
| 21    | Hokkaidō                          | 78 719    | Japan (Hokkaidō)                                      |
| 22    | Hispaniola                        | 73 929    | Dominikanska republiken och Haiti                     |
| 23    | Sachalin                          | 72 493    | Ryssland                                              |
| 24    | Banks Island                      | 70 028    | Kanada (Nordvästterritorierna)                        |
| 25    | Sri Lanka                         | 65 268    | Sri Lanka                                             |
| 26    | Tasmanien                         | 65 022    | Australien (Tasmanien)                                |
| 27    | Devonön                           | 55 247    | Kanada (Nunavut) (största obebodda ön i världen)      |
| 28    | Alexander Island                  | 49 070    | Ingen, Argentina (del), Chile och Storbritannien)     |
| 29    | Isla Grande de Tierra del Fuego   | 47 401    | Argentina och Chile                                   |
| 30    | Severnyjön (Novaja Zemlja, norra) | 47 079    | Ryssland (Archangelsk oblast)                         |
| 31    | Berknerön                         | 43 873    | Ingen, Argentina, Chile (del) och Storbritannien)     |
| 32    | Axel Heibergön                    | 43 178    | Kanada (Nunavut)                                      |
| 33    | Melvilleön                        | 42 149    | Kanada (Nordvästterritorierna och Nunavut)            |
| 34    | Southampton Island                | 41 214    | Kanada (Nunavut)                                      |
| 35    | Marajó                            | 40 100    | Brasilien (Pará)                                      |
| 36    | Spetsbergen                       | 37 814    | Norge (Svalbard)                                      |
| 37    | Kyushu                            | 37 437    | Japan (Kyūshū)                                        |
| 38    | Taiwan                            | 36 008    | Taiwan                                                |
| 39    | Niu Briten                        | 35 145    | Papua Nya Guinea                                      |
| 40    | Prince of Wales Island            | 33 339    | Kanada (Nunavut)                                      |
| 41    | Juzjnyjön (Novaja Zemlja, södra)  | 33 246    | Ryssland (Archangelsk oblast)                         |
| 42    | Hainan                            | 33 210    | Kina (Hainan)                                         |
| 43    | Vancouverön                       | 31 285    | Kanada (British Columbia)                             |
| 44    | Timor                             | 28 418    | Östtimor och Indonesien                               |
| 45    | Sicilien                          | 25 662    | Italien                                               |